# Eremobates actenidia
Eremobates actenidia är en spindeldjursart som beskrevs av Muma 1989. Eremobates actenidia ingår i släktet Eremobates och familjen Eremobatidae. Inga underarter finns listade i Catalogue of Life.